# تشارلز شابمان
تشارلز شابمان (26 أغسطس 1860 في المملكة المتحدة - 23 أغسطس 1901) (بالإنجليزية: Charles Chapman)‏ هو لاعب كريكت بريطاني.

## وصلات خارجية
- تشارلز شابمان على موقع إي آس بي آن كريك إنفو (الإنجليزية)
- تشارلز شابمان عل موقع إسبنسكروم (الإنجليزية)